# Ronny Teuber
Ronny Teuber (Rostock, Német Demokratikus Köztársaság, 1965. szeptember 1. –) német labdarúgókapus, a Hamburger SV kapusedzője.